# Ösmo (Suède)
Ösmo est une localité appartenant à la commune de Nynäshamn du comté de Stockholm, à environ 10 km au nord-ouest de Nynäshamn. Aujourd'hui le village compte 3 700 habitants.
Ösmo est déjà mentionné dans les documents écrits en 1281, alors sous le nom de Øzmo.

## Personnalités liées à la commune
- Ivar Lo-Johansson (1901-1990), écrivain